# Arabian Nights (film 1942)
Arabian Nights – amerykański film przygodowy z 1942 roku. Film swobodnie nawiązuje do arabskich opowiadań z Księgi tysiąca i jednej nocy.

## Fabuła
W perskim haremie starszy nadzorca każe swoim młodym podopiecznym przeczytać historię o IX-wiecznym kalifie Bagdadu – Harunie ar-Raszidzie, który skazuje swego brata Kamara al-Zamana na śmierć głodową za próbę zamachu stanu i pozostawia go na pożarcie sępom. Wkrótce zostaje obalony w wyniku spisku wielkiego wezyra Nadana i Kamara, który sam zasiada na tronie. W tym samym czasie piękna tancerka Szeherezada występuje w obwoźnym cyrku Ahmada, gdzie nie jest zadowolona z pracy. Krąży przepowiednia, iż kobieta o tym imieniu będzie władczynią, co przykuło uwagę zauroczonego Szeherezadą Kamara.
Inny pracownik cyrku Ahmada, akrobata Ali Ben Ali dostrzega Haruna ugodzonego strzałą. Wraz z Szeherezadą niepostrzeżenie go zabiera na wyleczenie nie mówiąc jej kim jest. Kamar przekonany o śmierci brata  rozkazuje kapitanowi gwardii niezwłoczne odszukanie Szeherezady. Ukrywający się były władca kuruje się i poznaje resztę pracowników cyrku – zabobonnego Aladyna, byłego żeglarza Sindbada, siłacza Valdę i afrykańską pokojówkę. Zakochuje się też w Szeherezadzie.
Nie chcąc się zdradzić, Harun używa imienia „Amin” i goli brodę. Kapitan gwardii odkrywa miejsce pobytu Szeherezady i prowadzi ją do pałacu kalifa, lecz sprzedaje ją i cyrkowców handlarza niewolników, Hakimowi. Był to plan Nadana obawiającego się utraty wpływów ze strony Szeherezady. Kapitan gwardii zostaje zdemaskowany, lecz nie wydaje wspólnika na torturach. Nadan dowiedziawszy, komu zostali sprzedani cyrkowcy zabija kapitana gwardii.
W Al Basra cyrkowcy mają zostać sprzedani na targu niewolników. Szeherezadę kupuje tajemniczy przybysz, lecz reszcie jej kompanów udaje się uwolnić. Harun korzystając z zgiełku ratuje Szeherezadę przed przybyszem, którym jest Nadan. Chronią się u kowala, lecz trafiają na orszak Kamara. Dzięki jego uczuciu do Szeherezady są dobrze traktowani w jego dworze namiotowym. Nadan rozpoznaje Haruna i aresztuje go. Ali szukając Szeherezady trafia na kobiecy harem, które pomagają mu przedrzeć do jej namiotu Szeherezady. Tam Nadan szantażuje Szeherezadę, że daruje życie jej ukochanemu, jak ona otruje Kamara.
Ali podsłuchawszy, że Nadan chce zabić kalifa i zarazem jego brata, by przejąć po nich tron, wraz z kompanami rusza na pomoc Harunowi. Odbijają go z rąk kaprala i udają się na wesele Kamara. Szeherezada poznaje prawdziwą tożsamość Haruna, który toczy pojedynek z Kamarem. Ali za poleceniem Haruna zbiera wojska najeżdżające obóz wroga. W ferworze walki Nadan skrytobójczo zabija Kamara i chce to zrobić z Harunem, lecz staje do walki z Ahmadem i wkrótce ginie. Harun ar-Raszid odzyskuje władzę i żeni się z Szeherezadą.   

## Obsada
- Jon Hall – Harun ar-Raszid / Amin
- Maria Montez – Szeherezada
- Sabu Dastagir – Ali Ben Ali
- Edgar Barrier – Nadan
- Billy Gilbert – Ahmad
- Leif Erickson – Kamar al-Zaman
- John Qualen – Aladyn
- Shemp Howard – Sindbad
- Wee Willie Davis – Valda
- Jeni Le Gon – pokojówka Szeherezady
- Thomas Gomez – Hakim
- Turhan Bey – kapitan gwardii
- Harry Cording – kowal
- Richard Lane – kapral
- Robert Greig – eunuch
- Charles Coleman – eunuch
- Acquanetta – Ishya
- John Berkes – ślepy żebrak
- Emory Parnell – nadzorca perskiego haremu